# Dead or Alive 4
Dead or Alive 4 (デッド オア アライブ4?, Deddo oa Araibu 4), abbreviato DOA4, è un gioco di combattimento sviluppato dal Team Ninja per la console Xbox 360. La trama di Dead or Alive 4 segue gli eventi dei precedenti videogiochi. Sono disponibili 21 personaggi giocabili e diverse arene di combattimento interattive.

## Trama
La trama di DOA4 si basa su Helena Douglas, ormai diventata il capo della multinazionale DOATEC, posto precedentemente occupato da suo padre Fame. Helena decide di organizzare il quarto torneo di Dead or Alive. Intanto Victor Donovan continua a portare avanti il progetto biochimico Alpha. L'obiettivo della nuova fase del progetto è quello di trasformare i cloni precedentemente creati (in Dead or Alive 2) in mostruosi armi biologiche dotate di una grande forza ed agilità. 
Il quarto torneo si svolge nella Tritorre, enorme edificio composto da 3 grandi grattacieli di cui il più alto è di 999 metri e quartier generale della DOATEC. Kasumi, Hayate, Ayane e Ryu Hayabusa, decidono di partire per eliminare Donovan una volta per tutte e distruggere il progetto Alpha. Intanto Donovan riesce a creare il primo clone stabile, chiamato Alpha-152. Il clone dopo un breve scontro con Kasumi, fugge, e nel frattempo Hayate ed Ayane, aiutati da Ryu, attaccano la Tritorre distruggendola definitivamente. Helena tentando invano di uccidere Donovan e Alpha-152, inizializza il sistema di autodistruzione della Tritorre dall'interno, pronta a sacrificarsi per distruggere la DOATEC. Poco prima di essere travolta dalle fiamme, viene salvata da Zack e portata in salvo, lasciandosi dietro le ceneri della struttura.

## Sviluppo
Dead or Alive 4 è stato progettato come uno dei titoli di lancio della console Xbox 360, e ha sfruttato a pieno le nuove potenzialità grafiche della console. Sono stati fatti notevoli sforzi per rendere realistico il movimento delle chiome delle lottatrici e le loro ciocche sia in movimento che nelle pose statiche. I tessuti dei vestiti sono stati riprodotti con estremo realismo. 
Il gioco vanta arene di notevoli dimensioni. Naturalmente il titolo supporta nativamente l'alta risoluzione. D'altra parte, oltre ai miglioramenti grafici, non sono stati apportati miglioramenti visibili rispetto a Dead or Alive Ultimate. Degna di nota è la collaborazione con i Bungie Studios, culminata con l'apparizione di Spartan-458, personaggio creato ex novo di chiara ispirazione a Halo e uno stage futuristico sempre ispirato alla serie, Nassau Station.
Le primi immagini del gioco sono trapelate il 12 maggio 2005 sul forum elotrolado.net. I primi screenshot e demo sono stati mostrati all'E3 del 2005.
Secondo un'intervista di Famitsū, Tomonobu Itagaki ha passato il 99% del suo tempo a sviluppare il gioco, dormendo solamente 40 minuti in quattro giorni.

## Modalità di gioco
Dead or Alive 4 mantiene il caratteristico sistema triangolare composta da colpi, prese e proiezioni. Tra i nuovi elementi introdotti vi è una maggiore interazione con i livelli: in particolare in Gambler's Paradise in cui delle automobili possono investire i combattenti ma anche essere schivate, oppure in Savannah Safari, in cui un leopardo corre in mezzo all'arena in alcuni momenti del gioco; in molti altri livelli vi sono elementi come ringhiere o tronchi, che è possibile scavalcare e attaccare l'avversario subito dopo.

### Modalità di gioco
Dead or Alive 4 comprende le seguenti modalità di gioco:
- Storia (Story Mode), in cui il personaggio selezionato esplora la sua storia e combatte contro determinati personaggi, introdotti da filmati, e contro altri personaggi random. La maggior parte dei combattenti devono affrontare Alpha-152 come boss, ma alcuni hanno boss diversi.
- Time Attack, in cui il giocatore deve finire i match nel minor tempo possibile. I match sono otto utilizzando un singolo personaggio singola e cinque utilizzandone due in tag.
- Versus, in cui puoi combattere un singolo match contro l'AI o contro un altro giocatore.
- Survival, in cui il giocatore deve combattere contro un numero infinito di combattenti, cercando di raggiungere sempre nuovo record.
- Team Battle, in cui il giocatore seleziona sette personaggi che si susseguono appena uno viene sconfitto. Si può combattere contro l'AI o contro un altro giocatore.
- Sparring, la modalità pratica.
- Watch, in cui si visualizza un combattimento tra due AI.
- User, in cui si visualizzano le statistiche.
- Battle Viewer, per vedere i match salvati.
- Classifica (Rankings), in cui è possibile vedere la classica del Time Attack e del Survival.
- DOA Online, in cui è possibile giocare online.

## Personaggi
I personaggi giocabili nella modalità storia sono 17, più il boss Alpha-152 non utilizzabile in nessuna modalità:
- Ayane, ninja giapponese e sorellastra di Kasumi e Hayate. Partecipa per aiutare Hayate a distruggere la DOATEC.
- Bass, pro-wrestler statunitense e padre di Tina, dall'età di 46 anni. Partecipa nuovamente al torneo per fermare sua figlia Tina, la quale è il suo boss finale.
- Bayman, assassino russo, praticante di sambo. Partecipa nuovamente al torneo per vendicarsi del tradimento di Donovan. Il suo boss finale è Christie.
- Brad Wong, zingaro cinese, praticante di zui ba xian quan. Dopo il malinteso di Genra in DOA3, si ritrova a partecipare al torneo.
- Christie, assassina britannica e maestra di she quan. Partecipa al torneo per uccidere Helena, la quale è il suo boss finale.
- Eliot è uno studente britannico di 16 anni, unico apprendista di Gen Fu e praticante del xing yi quan. Cerca di mettersi al prova al torneo. Il suo boss finale è Gen Fu.
- Hayate, 18° capo del clan Mugen Tenshin e fratello di Kasumi. Partecipa al torneo per distruggere la DOATEC a causa di tutti i mali che ha portato al suo clan.
- Helena, cantante lirica di 22 anni, praticante di pi qua quan. Ha acquisito finalmente il controllo della DOATEC ed ha intenzione di distruggerla una volta per tutte. Viene sbloccata completando la modalità storia con tutti i personaggi. Il suo boss finale è Christie.
- Hitomi, karateka tedesca di 18 anni, attualmente studentessa delle scuole superiori. Il dōjō di suo padre è sull'orlo del fallimento dopo che quest'ultimo si è improvvisamente ammalato e decide di cercare Ein per riprenderne il controllo. Il suo boss finale è Ein.
- Jann Lee, guardia del corpo di 20 anni e praticante di Jeet Kune Do, anch'esso cinese. Partecipa per dimostrare la sua forza. Il suo boss finale è Leifang.
- Kasumi, ninja giapponese del clan Mugen Tenshin. Partecipa al torneo per distruggere il suo clone Alpha-152.
- Kokoro, una maiko giapponese di 17 anni. Partecipa al torneo per dimostrare le sue abilità nel ba ji quan. Il suo boss finale è Helena.
- Leifang, studentessa universitaria cinese, maestra del t'ai chi quan. Ha 19 anni e proviene dalla Cina. Partecipa per sconfiggere Jann Lee, che l'ha salvata da un gruppo di teppisti 6 anni prima.
- La Mariposa, alter ego di "Lisa Hamilton", è una luchadora americana dalle origini misteriose. È stata introdotta in Dead or Alive Xtreme Beach Volleyball.
- Ryu Hayabusa, ninja di 23 anni, proprietario di un negozio di antiquariato e migliore amico di Hayate. È l'unico sopravvissuto della discendenza Hayabusa e partecipa al torneo per distruggere la DOATEC.
- Tina, pro-wrestler statunitense di 22 anni. Dopo essere riuscita a diventare un'attrice in DOA3, partecipa nuovamente per sfondare come rock star. Il suo boss finale è suo padre Bass.
- Zack, DJ americano e praticante del muay thai. Partecipa al torneo per diventare nuovamente ricco.
- Alpha-152 è il primo prototipo stabile della serie Alpha, cloni di Kasumi. Il suo istinto è distruggere tutto ciò che incontra. Il suo corpo è traslucido ed è in grado di teletrasportarsi. È il boss per la maggior parte dei personaggi e non è giocabile.

I personaggi segreti sbloccabili che non partecipano alla storia sono 5:
- Ein, karateka di 23 anni e alter ego di Hayate. È il boss finale di Hitomi.
- Gen Fu, maestro di xinyi liuhe quan e proprietario di una libreria, dell'età di 65 anni e nato in Cina. È il boss finale di Eliot.
- Leon, mercenario italiano e praticante di sambo.
- Spartan-458 è un guest character dalla serie Halo che appare solamente nello stage Nassau Station.
- Bankotsubo è un tengu, già boss di DOA2.

## Colonna sonora
La colonna sonora è stata composta da Makoto Hosoi e in seguito raccolta nell'album Dead or Alive 4 Original Sound Trax, pubblicato in Giappone da Wake Up nel 1996. Due canzoni degli Aerosmith vengono utilizzate nel gioco, collaborazione avviata in Dead or Alive 3. Eat the Rich appare nel filmato introduttivo, mentre Amazing nel filmato finale del gioco, che corrisponde a quello di Helena.

## Errori
Alcuni resoconti rilevano un bug in cui il gioco cancellava accidentalmente i salvataggi. Fortunatamente un aggiornamento online di marzo 2006 ha risolto il problema. Questo problema rimase nonostante la traduzione del gioco in Nord America e Europa.

## Accoglienza
Dead or Alive 4 è stato ben accolto dalla critica. Douglass C. Perry di IGN ha definito il gioco "una passo avanti nella giusta direzione per la serie" ed ha lodato il sistema di combattimento come "più profondo e sofisticato". Greg Kasavin di GameSpot ha scritto: "È semplice: se ti piacciono i picchiaduro, DOA4 è per te. Tra una vasta selezione di potenti combattenti, un'azione formidabile e la sua modalità online che causa dipendenza, c'è un sacco di carne su fuoco per imparare e padroneggiare quest'ultimo grandioso titolo della serie".
Il sito GameRanking lo aveva valutato con un 85.49% di completezza. Nel 2008 GamePro lo ha posizionato 11º nella lista dei migliori picchiaduro di sempre.